# Grand Prix de l'industrie et de l'artisanat de Larciano 2021
Le Grand Prix de l'industrie et de l'artisanat de Larciano 2021 est la 43e édition de cette course cycliste masculine sur route. Il a lieu le 6 mars 2021 autour de Larciano, dans la province de Pistoia, en Italie, sur 199,2 km. Il fait partie du calendrier UCI ProSeries 2021 en catégorie 1.Pro et de la Coupe d'Italie de cyclisme sur route 2021. 

## Présentation
Ce Grand Prix de l'industrie et de l'artisanat de Larciano est la 43e édition de cette course cycliste masculine sur route, organisée par l''Unione ciclistica larcianese, en collaboration avec le GS Emilia.

### Équipes
| WorldTeams (9)- Astana-Premier Tech - Bora-Hansgrohe - Bahrain Victorious - Deceuninck-Quick Step - Ineos Grenadiers - Intermarché-Wanty-Gobert Matériaux - Movistar Team - Team BikeExchange - Trek-Segafredo ProTeams (10)- Androni Giocattoli-Sidermec - Arkéa-Samsic - Bardiani CSF Faizanè - Caja Rural-Seguros RGA - Delko - Eolo-Kometa - Euskaltel-Euskadi - Gazprom-RusVelo - Team Novo Nordisk - Vini Zabù Équipes continentales (5)- Beltrami TSA-Tre Colli - Team Colpack-Ballan - General Store Essegibi F.lli Curia - Giotti Victoria-Savini Due - Mg.k Vis VPM Équipe nationale- Italie |
| |

## Classements

### Classement final
| \| Classement général \| Classement général \| Classement général \| Classement général \| Classement général \| \| Coureur \| Coureur \| Pays \| Équipe \| Temps \| \| ------------------ \| ------------------ \| ------------------ \| --------------------- \| ------------------ \| \| 1er \| Mauri Vansevenant \| Belgique \| Deceuninck-Quick Step \| 4 h 26 min 26 s \| \| 2e \| Bauke Mollema \| Pays-Bas \| Trek-Segafredo \| + 0 s \| \| 3e \| Mikel Landa \| Espagne \| Bahrain Victorious \| + 0 s \| \| 4e \| Nairo Quintana \| Colombie \| Arkéa-Samsic \| + 0 s \| \| 5e \| Ide Schelling \| Pays-Bas \| Bora-Hansgrohe \| + 3 s \| \| 6e \| Gianluca Brambilla \| Italie \| Trek-Segafredo \| + 4 s \| \| 7e \| Carlos Rodríguez \| Espagne \| Ineos Grenadiers \| + 11 s \| \| 8e \| Alejandro Valverde \| Espagne \| Movistar Team \| + 16 s \| \| 9e \| Eddie Dunbar \| Irlande \| Ineos Grenadiers \| + 16 s \| \| 10e \| Vincenzo Nibali \| Italie \| Trek-Segafredo \| + 16 s \| |                    |          |                       |                 |
| |                    |          |                       |                 |
| Source : ProCyclingStats |                    |          |                       |                 |
| Classement général |                    |          |                       |                 |
| Coureur | Coureur            | Pays     | Équipe                | Temps           |
| 1er | Mauri Vansevenant  | Belgique | Deceuninck-Quick Step | 4 h 26 min 26 s |
| 2e | Bauke Mollema      | Pays-Bas | Trek-Segafredo        | + 0 s           |
| 3e | Mikel Landa        | Espagne  | Bahrain Victorious    | + 0 s           |
| 4e | Nairo Quintana     | Colombie | Arkéa-Samsic          | + 0 s           |
| 5e | Ide Schelling      | Pays-Bas | Bora-Hansgrohe        | + 3 s           |
| 6e | Gianluca Brambilla | Italie   | Trek-Segafredo        | + 4 s           |
| 7e | Carlos Rodríguez   | Espagne  | Ineos Grenadiers      | + 11 s          |
| 8e | Alejandro Valverde | Espagne  | Movistar Team         | + 16 s          |
| 9e | Eddie Dunbar       | Irlande  | Ineos Grenadiers      | + 16 s          |
| 10e | Vincenzo Nibali    | Italie   | Trek-Segafredo        | + 16 s          |

### Classements UCI
La course attribue des points au Classement mondial UCI 2021 selon le barème suivant.
| Position           | 1er | 2e  | 3e  | 4e  | 5e | 6e | 7e | 8e | 9e | 10e | 11e | 12e | 13e | 14e | 15e | 16e à 30e | 31e à 40e |
| Classement général | 200 | 150 | 125 | 100 | 85 | 70 | 60 | 50 | 40 | 35  | 30  | 25  | 20  | 15  | 10  | 5         | 3         |